# Писко Михайло Михайлович
Михайло Михайлович Писко (нар. 19 березня 1993, с. Воля-Баранецька, Самбірський район, Львівська область, Україна) — український футболіст, лівий захисник «Прикарпаття». Колишній гравець юнацької U-20 та молодіжної збірних команд України.

## Клубна кар'єра
Футболом починав займатися в ДЮСШ Самбора, де працював його батько — колишній професіональний футболіст, який виступав лише в командах нижчих дивізіонів. Далі Писко навчався у Львові в «УФК-Карпати» у тренера Олега Родіна. Після завершення навчання був запрошений у молодіжний склад донецького «Шахтаря», де протягом чотирьох сезонів був беззмінним і незамінним гравцем оборони. Ставав переможцем (2010/11 та 2011/12), срібним (2013/14) та бронзовим (2012/13) призером молодіжного чемпіонату України.
Улітку 2014 року перейшов на правах оренди в луганську «Зорю». Перший матч у складі «Зорі» провів у Лізі Європи проти норвезького «Молде» 31 липня, і тільки 3 серпня дебютував в Українській Прем'єр-лізі проти «Олімпіка». 21 серпня Юрій Вернидуб довірив йому всі 90 хвилин у домашньому поєдинку з голландським «Фейєнордом». Восени того ж року Писко втратив місце в першій команді і став грати переважно за дубль. Навесні наступного року перейшов у «Говерлу», де зіграв лише 3 матчі за дубль.
Улітку того ж року змінив «Говерлу» на маріупольський «Іллічівець», який вибув перед цим до Першої ліги. Узимку 2016/17 залишив команду.
На початку 2017 року був відданий в оренду до кінця сезону в білоруський «Гомель». У складі «Гомеля» став основним лівим захисником, тільки в травні і вересні не грав через травми. У грудні 2017 року по закінченні терміну оренди покинув «Гомель» та незабаром підписав трирічний контракт з клубом Першої української ліги винниківським «Рухом».

## Кар'єра у збірній
У 2011 році Писко привернув увагу Олега Кузнєцова, який перейняв керівництво юнацькою збірною України 1993 року народження в Олександра Лисенка. У складі цієї команди футболіст узяв участь в офіційних матчах відбору Євро-2012 (до 19 років) із Казахстаном, Македонією і Швейцарією (перший етап кваліфікації), Ізраїлем, Ірландією й Португалією (еліт-раунд) — і навіть забив гол швейцарцям (1:1).
У січні 2014 року Писко у складі молодіжної збірної під керівництвом Сергія Ковальця виступав на Кубку Співдружності, де зіграв 6 матчів і завоював золоті медалі. У травні захисник брав участь у двох товариських іграх за «молодіжку» з Молдовою, а в серпні входив у розширений список кандидатів на матчі відбору Євро-2015 (до 21 року) із командами Швейцарії та Ліхтенштейну.